# Secondino (nome)
Secondino  è un nome proprio di persona italiano maschile.

## Varianti
- Femminili: Secondina[2]

### Varianti in altre lingue
- Basco: Sekundin[3]
- Catalano: Secundì[3]
- Francese: Secondin
- Latino: Secundinus[3]
  - Femminili: Secundina
- Polacco: Sekundyn
- Spagnolo: Secundino[3], Segundino[3]

## Origine e diffusione
Deriva dal cognomen romano Secundinus, un patronimico basato sul nome Secundus (quindi "appartenente a Secondo", "discendente di Secondo"), analogamente al nome Secondiano. Ad oggi tende comunque ad essere considerato un suo semplice diminutivo.

## Onomastico
L'onomastico si può festeggiare in memoria di più santi, alle date seguenti:
- 15 gennaio, santa Secondina di Anagni, martire sotto Decio[5]
- 11 febbraio, san Secondino, vescovo in Puglia[5]
- 18 febbraio, san Secondino, martire in Nordafrica con altri compagni[3][6]
- 7 marzo, san Secondino, martire con i santi Saturo, Saturnino e Revocato a Cartagine[5]
- 24 marzo, san Secondino, martire in Mauritania[5]
- 20 aprile, san Secondino, martire a Cordova[5][6]
- 29 aprile, san Secondino, sacerdote e martire a Cirta[6]
- 4 maggio, san Secondino, martire con sant'Agapio a Lambaesis[5]
- 21 maggio, san Secondino, martire a Cordova sotto Diocleziano[6]
- 27 maggio, san Secondino, martire venerato a Capua[5]
- 1º luglio, san Secondino, vescovo e martire con san Casto a Sinuessa, presso Mondragone[5][6]
- 1º agosto, san Secondino, e martire a Roma[5]
- 13 agosto, beato Secondino Maria Ortega Garcia, religioso clarettiano e martire con altri compagni a Barbastro[5]
- 1º settembre (o 9 febbraio), san Secondino, sacerdote nordafricano esiliato dagli ariani in Campania[6]
- 27 novembre, san Secondino (o Seachnall), compagno di san Patrizio, primo vescovo di Dunshaughlin[4][6]

## Persone
- Flavio Secondino, politico bizantino
- Secondino Ventura, storico e cronista italiano
- Ettore Secondino Albergante, presbitero, poeta e musicista italiano

### Variante Secundino
- Secundino Suárez Vázquez, vero nome di Cundi, calciatore spagnolo

### Variante femminile Secondina
- Secondina Cesano, numismatica italiana